# Ульшин Євген Іванович
Ульшин Євген Іванович (1936—2003) — радянський і український кінорежисер.

## Біографія
Народ. 22 липня 1936 р. Закінчив Полтавську театральну студію (1960) й режисерський факультет Київського державного інституту театрального мистецтва ім. І.Карпенка-Карого (1968).
В 1969—1982 рр. був режисером студії «Укртелефільм».
Був членом Національної спілки кінематографістів України.
Помер 18 вересня 2003 р.

## Фільмографія
Створив стрічки:
- «Одеський трамвай» (1968)
- «Левко Ревуцький» (1969)
- «Мелодії та ритми» (1969)
- «Під одним дахом» (1970)
- «Мої друзі» (1970)
- «Танцює Калиновська» (1971)
- «А у нас у дворі» (1972)
- «Вогнище на снігу» (1973, у співавт.)
- «Сторінка щоденника» (1973, фільм-спектакль, у співавт. з В. Лизогубом)
- «І земля стрибала мені назустріч» (1975)
- «Лавровий вінок» (1975)
- «Люди на землі» (1977)
- «Дніпропетровськ» (1977, Диплом VII Всесоюзного фестивалю телефільмів, Ленінград, 1977)
- «Право на мрію» (1978)
- «Визнання Батьківщини» (1979)
- «Хто у теремі живе» (1979)
- «Масляна у Голосієві» (1980)
- «Товариш Дем'ян» (1980)
- «Сорочинський ярмарок» (1980)
- «Кольори часу» (1981)
- «А льон цвіте» (1981)
- «Один день і все життя» (1982)
- «Цех здоров'я» (1983) та ін.